# Associazione Calcio Prato 2012-2013
Questa pagina raccoglie le informazioni riguardanti l'Associazione Calcio Prato nelle competizioni ufficiali della stagione 2012-2013.

## Rosa
| N. |                    | Ruolo | Calciatore          |
| -- | ------------------ | ----- | ------------------- |
|    | Italia (bandiera)  | D     | Andrea Bagnai       |
|    | Italia (bandiera)  | A     | Pasquale Basilico   |
|    | Italia (bandiera)  | D     | Andrea Beduschi     |
|    | Italia (bandiera)  | A     | Lorenzo Benedetti   |
|    | Italia (bandiera)  | D     | Dimitri Bisoli      |
|    | Italia (bandiera)  | P     | Matteo Brunelli     |
|    | Italia (bandiera)  | D     | Simone Carminati    |
|    | Italia (bandiera)  | C     | Riccardo Casini     |
|    | Italia (bandiera)  | C     | Matteo Cavagna      |
|    | Albania (bandiera) | C     | Yusuf Cela          |
|    | Italia (bandiera)  | A     | Alessandro Cesarini |
|    | Italia (bandiera)  | C     | Alessandro Corvesi  |
|    | Italia (bandiera)  | C     | Giovanni Cristofari |
|    | Italia (bandiera)  | D     | Michele De Agostini |
|    | Italia (bandiera)  | C     | Alessandro Di Dio   |

| N. |                    | Ruolo | Calciatore         |
| -- | ------------------ | ----- | ------------------ |
|    | Italia (bandiera)  | C     | Donato Disabato    |
|    | Albania (bandiera) | A     | Oussama Essabr     |
|    | Italia (bandiera)  | D     | Tommaso Ghinassi   |
|    | Croazia (bandiera) | C     | Petar Kostadinovic |
|    | Italia (bandiera)  | D     | Giuliano Lamma     |
|    | Italia (bandiera)  | P     | Stefano Layeni     |
|    | Italia (bandiera)  | D     | Alessandro Malomo  |
|    | Italia (bandiera)  | A     | Aiman Napoli       |
|    | Italia (bandiera)  | C     | Tommaso Palavisini |
|    | Italia (bandiera)  | A     | Tommaso Papini     |
|    | Italia (bandiera)  | D     | Andrea Romanò      |
|    | Italia (bandiera)  | D     | Andrea Saitta      |
|    | Brasile (bandiera) | A     | Diego Silva Reis   |
|    | Italia (bandiera)  | D     | Christian Tiboni   |